# Candaba-Flussmarschen
Die Candaba-Flussmarschen (en: Candaba Swamp), lokal auch Pinac genannt, sind eine Flussmarschlandschaft auf der Insel Luzon, Philippinen. Die Flussmarschen erstrecken sich über 32.000 Hektar in den Provinzen Pampanga und Bulacan. Sie gehören zu den größten Marschlandschaften in den Philippinen und werden in der Regenzeit überflutet durch die Flüsse Maasim, San Miguel, Garlang, Bulu und Penaranda. Diese entspringen in der Sierra Madre und sind Nebenflüsse des Pampanga, der neun Kilometer nordwestlich bei Baliuag in der Region fließt. Die Flussmarschen liegen auf dem Gebiet der Gemeinden Candaba, San Miguel und San Ildefonso, ca. 50 Kilometer nordwestlich von Manila entfernt und gehören zu den ältesten permanent bewohnten Regionen der Insel Luzon. Archäologische Untersuchungen bezeugen die lange Nutzungsgeschichte der Flussmarschen durch den Menschen. 1930 wurde eine aus Basalt gefertigte Hacke entdeckt und auf ca. 3000 Jahre vor Christus datiert, andere archäologische Untersuchungen datieren Töpferwaren auf das Mittelalter und zeigten gleichzeitig die Handelskontakte der hier lebenden Menschen z. B. mit China und Vietnam in dieser Zeit.
Das Feuchtgebiet besteht aus einem Komplex von Flussläufen, Inseln, kleinen Süßwasserseen, Tümpeln und Sumpfland, die von einer großräumigen Grassavannenlandschaft umgeben ist. Die Grassavannen sind mit weitständigen Palmenhainen durchsetzt. In der Regenzeit wird diese Vegetationsform großräumig überflutet und die so entstandenen Seen werden teilweise als natürliche Aquakultur genutzt, um zum Beispiel Milchfische (Chanos chanos) zu züchten. Insgesamt sind in den Candaba-Flussmarschen 14 verschiedene Fischarten aufgezeichnet worden. Die dominanten Fischfamilien sind die Welsartigen, Buntbarsche und Karpfenfische. Beim beginnenden Abtrocknen der Flächen werden diese als Reisfelder verwendet, um so in der Trockenzeit die Grassavannen wieder entstehen zu lassen. Die durchschnittliche Wassertiefe beträgt in der Trockenzeit ein bis zwei Meter, um in der Regenzeit bis auf 5 Meter anzuschwellen.
In den Candaba-Flussmarschen gibt es große Schwemmflächen, die eine ungefähre Größe von 300 Hektar haben, die zu jeder Jahreszeit für die Philippinenente (Anas luzonica), der Knäkente (Anas querquedula), der Spießente (Anas acuta) als Lebensraum dienen. Die durchschnittliche Population an Vögeln betrug 5.000 bis 10.000 Tiere. 1982 konnten in der Regenzeit bis zu 100.000 Enten gezählt werden. Vom Zugvogel wie dem Silberreiher (Egretta alba) konnten 1987 3.000 bis 5.000 Tiere beobachtet werden. Weitere seltene Zugvögel sind der in Nordchina brütende Hirserohrsänger (Acrocephalus sorghophilus) und die Wanderpfeifgans (Dendrocygna arcuata). Von der seltenen Mangrovenweihe (Circus spilonotus), dem Wasserhahn (Gallicrex cinerea) und von Küstenvögeln wie den Möwen sind Beobachtungen bekannt. Der Candaba Flussmarsch dient ca. 60 Arten von Vögeln als Brutgebiet. 500 Hektar der Candaba-Flussmarschen wurden als Vogelschutzgebiete ausgewiesen.
Der Vogelbestand in Candaba-Flussmarschen geriet in den zurückliegenden Jahrzehnten unter Druck, während im Jahre 2010 noch 13.160 Vögel gezählt werden konnten, so erlebte der Bestand einen drastischen Rückgang in den Folgejahren, so das im Jahre 2019 nur noch 2.188 Vögel gezählt werden konnten. Gründe hierfür sind in der immer weiter voranschreitende Umwandlung der Feuchtgebiete in Ackerland.
Das Klima der Region ist in zwei Jahreszeiten geteilt, mit einer Trockenzeit von November bis Mai und einer Regenzeit von Juni bis Oktober.

## Quelle
- Der Candaba Flussmarsch auf der Website des Philippine Clearing House Mechanism
- Candaba swamp BirdLife International Data Zone

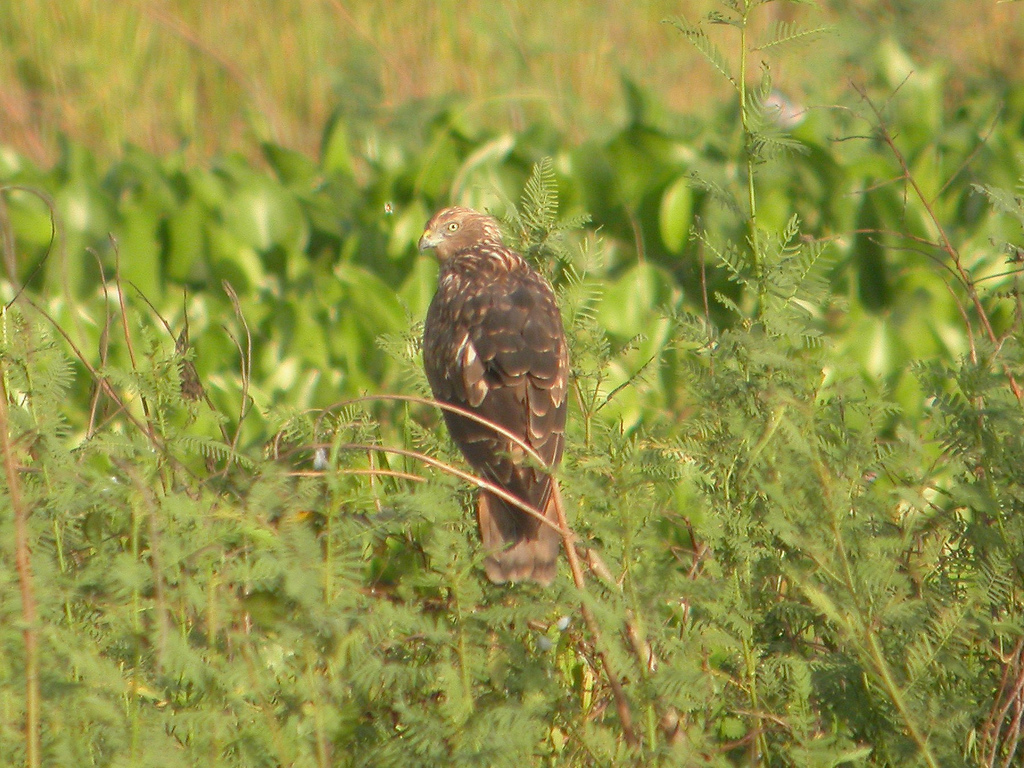
Mangrovenweihe in den Candaba-Flussmarschen

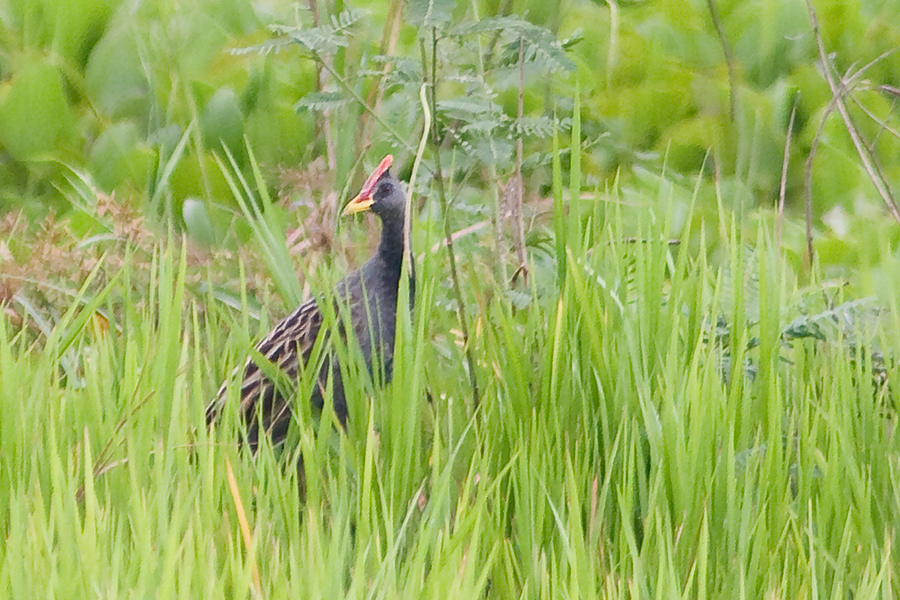
Der Wasserhahn in den Candaba-Flussmarschen